# 마우트하우젠

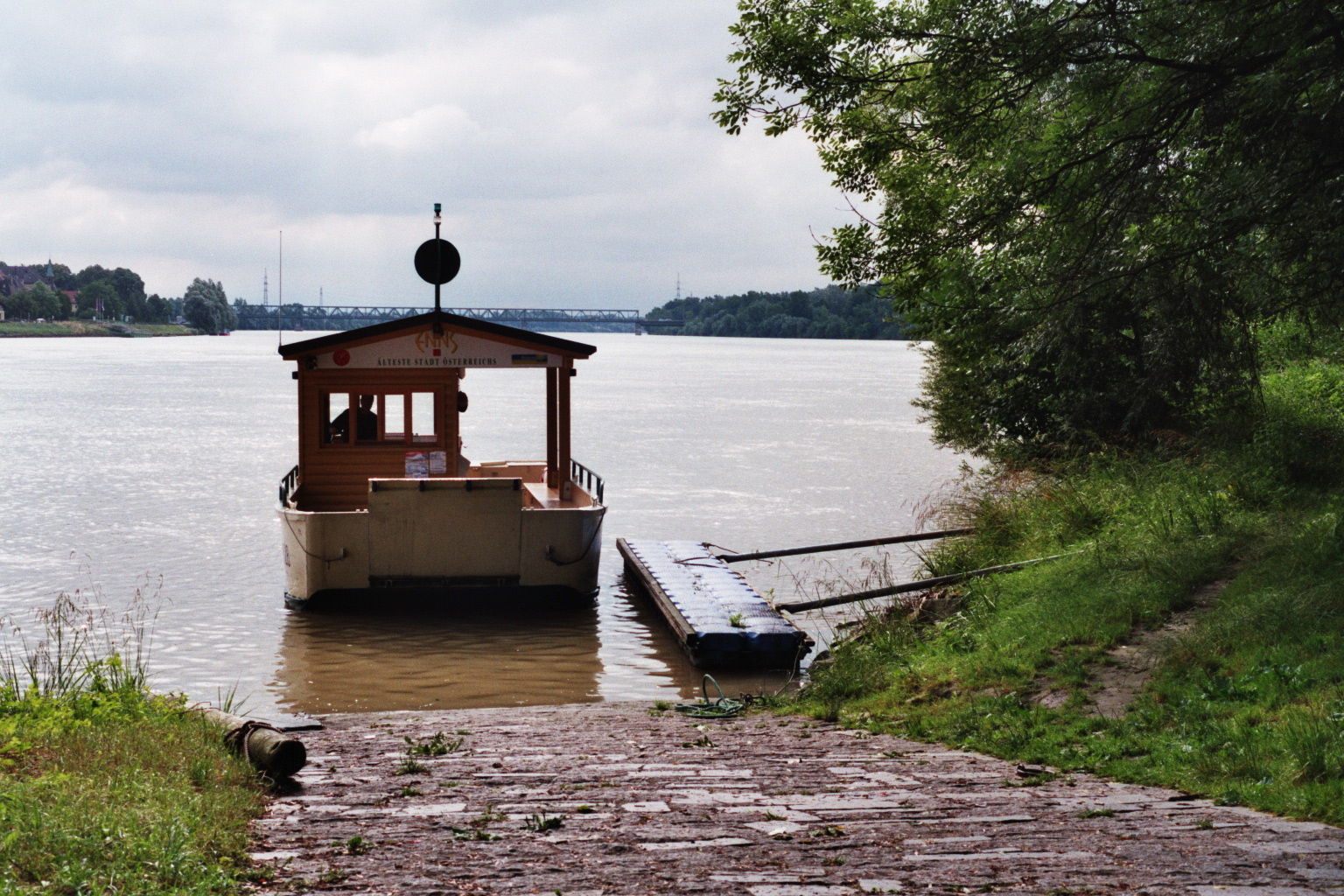
마우트하우젠

마우트하우젠(독일어: Mauthausen)은 오스트리아 오버외스터라이히주에 위치한 도시로 면적은 14.03km2, 높이는 265m, 인구는 4,849명(2016년 6월 14일 기준), 인구 밀도는 350명/km2이다. 린츠에서 동쪽으로 약 20km 정도 떨어진 곳에 위치한다.
신석기 시대부터 마을이 형성되었으며 로마 제국 시대에는 2개의 무역로가 합류하는 도시로 성장했다. 도시 이름은 10세기 말에 선박의 통행료(독일어: Maut 마우트[*])를 징수하는 시설이 있었던 데서 유래된 이름이다. 1007년 문헌에서 "무트후젠"(Muthusen)이라는 이름으로 처음 등장했다. 오스트리아가 나치 독일의 지배를 받았던 1938년부터 1945년까지 마우트하우젠 강제 수용소가 이 곳에 들어섰다.

## 인구
| 연도 | 인구  | ±%     |
| ---- | ----- | ------ |
| 1869 | 2,485 | —      |
| 1880 | 2,808 | +13.0% |
| 1890 | 3,196 | +13.8% |
| 1900 | 3,354 | +4.9%  |
| 1910 | 3,545 | +5.7%  |
| 1923 | 3,048 | −14.0% |
| 1934 | 3,186 | +4.5%  |
| 1939 | 4,378 | +37.4% |
| 1951 | 3,562 | −18.6% |
| 1961 | 3,836 | +7.7%  |
| 1971 | 4,432 | +15.5% |
| 1981 | 4,346 | −1.9%  |
| 1991 | 4,403 | +1.3%  |
| 2001 | 4,845 | +10.0% |
| 2009 | 4,873 | +0.6%  |
| 2015 | 4,894 | +0.4%  |